# Jack Witikka

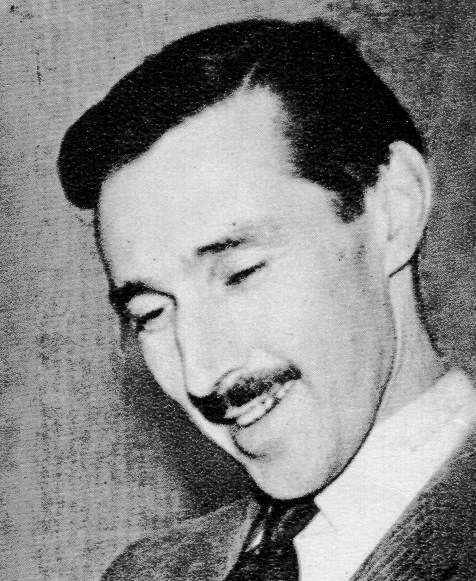
Jack Witikka.

Jack Evert Witikka, född Jakobsson den 20 december 1916 i Helsingfors, död den 28 januari 2002 i Esbo, var en finländsk teater- och filmregissör samt teaterchef. Han var gift med Tea Ista.
Witikka tog studenten i Helsingfors och studerade under 1940- och 1950-talen teater och film i England och USA. Under fortsättningskriget 1941–1945 var han officer. Åren 1949–1953 var han regissör vid  Finska operan, och från 1953 vid Finlands nationalteater. 1957 blev han biträdande teaterchef där, och mellan 1969 och 1980 var han teaterchef. På Nationalteatern regisserade han med framgång flera Samuel Beckett-pjäser, däribland I väntan på Godot och Slutspel. Han regisserade på 1950-talet även film för Suomen Filmiteollisuus, bland annat Silja, en filmatisering av Nobelpristagaren Frans Eemil Sillanpääs roman Nuorena nukkunut (1956) och Simo Puupponens roman Pikku Pietarin piha (Lilla Peter, 1961). Den sistnämnda nominerades till Guldbjörnen vid Filmfestivalen i Berlin 1962.
Mellan 1982 och 1987 var Witikka teaterchef på Svenska Teatern i Helsingfors. Där regisserade han flera pjäser per år, däribland Michael Frayns Kaos i kulissen, Bo Carpelans Julafton, Henrik Ibsens Hedda Gabler och Michael Frayns version av Anton Tjechovs ungdomspjäs Vildhonung.
Han är begravd på Sandudds begravningsplats i Helsingfors.